# カイロ県
カイロ県（カイロけん、アラビア語: محافظة القاهرة）は、エジプトの首都・カイロの県（ムハーファザ）としての名称。全域がカイロ都市圏に含まれる。

## 歴史
2008年4月に、ヘルワーン県がカイロ県より分離・新設されたが、2011年の革命後にカイロ県に再編入されている。

## 隣接する県
- カリュービーヤ県
- シャルキーヤ県
- スエズ県
- ギーザ県